# NGC 3631

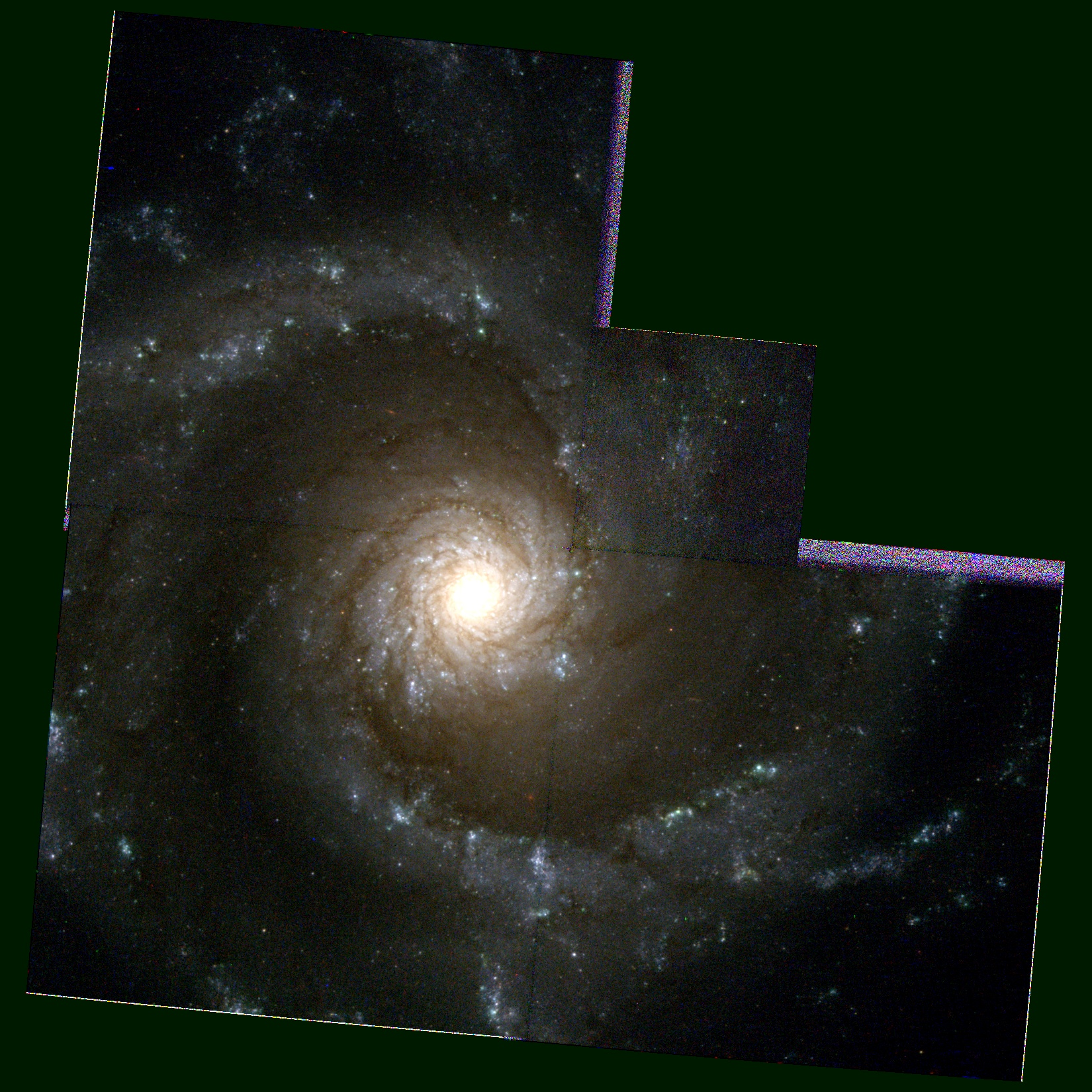
NGC 3631 chụp bằng kính viễn vọng không gian Hubble

NGC 3631 là tên của một thiên hà xoắn ốc nằm trong chòm sao Đại Hùng. Khoảng cách của nó với chúng ta là khoảng xấp xỉ 35 triệu năm ánh sáng. Kích thước biểu kiến của nó là khoảng 60000 năm ánh sáng. Nó được nhà thiên văn học người Anh gốc Đức William Herschel phát hiện vào ngày 14 tháng 4 năm 1789. Từ điểm nhìn của chúng ta, nó là một thiên hà xoắn ốc hoàn mỹ đối mặt với chúng ta.

## Đặc tính
Nó có hai nhánh xoắn ốc chính bắt đầu từ khu vực gần trung tâm. Sau đó nó rẽ ra nhiều nhánh thứ cấp với độ sáng bề mặt thấp hơn. Tỉ lệ hình thành sao từ vừa phải đến cao và các vùng H II nổi bật của thiên hà đều có ở trong mọi nhánh xoắn ốc. Tỉ lệ hình thành sao của thiên hà này là 4,6 khối lượng mặt trời trên một năm. Nhà thiên văn học người Mĩ Halton Arp đã quan sát "các nhánh thẳng" và một "vòi hút băng qua từ trong ra ngoài của nhánh phía nam".

## Siêu tân tinh
Có 4 siêu tân tinh được phát hiện trong chính NGC 3631, đó là SN 1964A (cấp sao cao nhất: 17), SN 1965L (cấp sao cao nhất: 15,95), SN 1996bu và SN 2016bau. SN 1996bu là một siêu tân tinh loại II được phát hiện vào ngày 14 tháng 11 năm 1996 và cấp sao của nó cao nhất là 17,3. SN 2016bau là một siêu tân tinh loại Ib. Nó được quan sát bằng các bước sóng vô tuyến tại đài quan sát Very Large Array với mật độ từ thông là 1,0 +/- 0,03 mJy tại 8,6 GHz.

## Dữ liệu hiện tại
Theo như quan sát, đây là thiên hà nằm trong chòm sao Đại Hùng và dưới đây là một số dữ liệu khác:
Xích kinh 11h 21m 02.9s
Độ nghiêng 53° 10′ 10″
Giá trị dịch chuyển đỏ 1.156 ± 1 km/s
Cấp sao biểu kiến 10.1
Kích thước biểu kiến 5′.0 × 4′.8
Loại thiên hà SA(s)c 